# I Paladini: Storia d'armi e d'amori
I Paladini: Storia d'armi e d'amori és una pel·lícula d'aventures italiana de l'any 1983, dirigida per Giacomo Battiato i protagonitzada per Zeudi Araya (Marfisa), Barbara De Rossi (Bradamante), Rick Edwards (Rolando) i Ronn Moss (Ruggero). El guió és una adaptació lliure de les històries dels paladins de Carlemany, especialment del poema èpic Orland furiós de Ludovico Ariosto.
La pel·lícula fou molt criticada pels crítics de cinema, però valorada positivament pel seu vessant visual. El diari Sydney Morning Herald va escriure «els escenaris són sensacionals, els vestits són magnífics. D'altra banda, segueix sent una pel·lícula amb una escassa història.» Va guanyar el premi David di Donatello pel millor vestuari.

## Argument
Cavallers cristians d'una banda i guerrers sarraïns de l'altra creuen boscos i rierols, superen territoris escarpats, recorren valls solitàries cap als seus respectius campaments, convocats pels líders per a la guerra imminent. Al llarg del camí, les aventures i històries d'amor d'un i altre s'alternen i s'entrellacen. La història de Bradamante, una jove guerrera cristiana, a qui una bruixa va profetitzar que s'enamorarés d'un enemic, el príncep sarraí Roger, destinat a morir a mans de Rolando, s'entrellaça amb la de la princesa Isabella, estimada per Rolando, que —presonera de Bradamante— decideix alliberar-la; i de nou amb la història del mateix Ruggero, que escaparà provisonalment a la mort, gràcies a l'amor d'una guerrera fosca, Marfisa…